# Yucca torreyi
Yucca torrey és una espècie d'arbust perennifoli, de fulla perenne i rígida, de la família de les Agavàcies. Aquest gegant és natiu de Texas occidental a Mèxic nord.
Triga molts anys a arribar a la seva alçada màxima. El seu aspecte és molt semblant al de les palmes i les seves atractives flors penjants les fan molt apreciades, a més de ser plantes útils. Les seves tiges són massisses, les fulles són com dagues i de pues grans. Les fulles lanceolades neixen en rosetes del centre de les quals brolla un llarg escap floral amb un grup de flors pèndules acampanades. La flor és de color ivori. La pol·linització succeeix poques vegades i només per intervenció de la papallona de la yuca.
El cabdell fermentat produeix una beguda alcohòlica, el "sotol", d'aspecte semblant al tequila, típic de l'Estat de Chihuahua (Mèxic) i de zones confrontants. Fins i tot l'oli que pugui derivar d'aquesta planta s'usa com a pigment en alguns sabons de tocador, tot i que això no és molt comú.

## Descripció
Plantes solitàries, erectes, arborescents, de fins a 2,5-6,9 metres inclosa la inflorescència. Presenta una tija simple o amb 2 a 4 branques. Les làmines de les fulles són erectes, 43–115 × 3.1–8.4 cm, rígides, llises, glabres, marges conspicus, pilífers, es van desfilant en pels recaragolats. Les inflorescències són erectes, paniculades, sovint amb branques proximals que sorgeixen més enllà de les rosetes. les flors són penjants, amb el periant campanulat; amb els tèpals connats (fusionats) basalment a la corol·la de color blanc a blanc- verdós, ovades, 3.9 a 10.8 cm; filaments de mitjana 2.2 cm de la base dels tèpals, glabres; anteres 1-6 mm; pistil 2,8-8 × 0.7 cm; ca. ovari 4,5-5 vegades més llarg que ample; estil de 4,5 mm; estigmes diferents. Fruites pendent, són baies, indehiscents, allargats, 3,6-13,6 × 1,8 -3,6 cm, carnosos i suculents. Llavors de color negre, 7,7 mm de diàmetre i 2,9 mm de gruix suau.

### Sinonímia
Species 2000 & ITIS Catalogue of Life: April 2013
- Yucca faxoniana Sarg.	Preferred
- Yucca macrocarpa (Torr.) Coville
- Yucca australis Trel.
- Samuela faxoniana Trel.
- Sarcoyucca australis (Trel.) Linding.
- Sarcoyucca macrocarpa (Torr.) Linding.
- Yucca baccata var. macrocarpa
- Yucca australis var. valida
- Yucca torreyi f. parviflora[2][3]